# Polymixis schwingenschussi
Polymixis schwingenschussi är en fjärilsart som beskrevs av Max Wilhelm Karl Draudt 1937. Polymixis schwingenschussi ingår i släktet Polymixis och familjen nattflyn. Inga underarter finns listade i Catalogue of Life.